# Мадонна з немовлям, Іваном Хрестителем та Марією Магдалиною (Індіанаполіс)
Мадонна з немовлям, Іваном Хрестителем та Марією Магдалиною  (англ. Madonna and Child with St. John the Baptist and St. Mary Magdalene) — картина, корту створив сієнський художник Нероччо де Ланді, що експонує Музей мистецтв Індіанаполіса, США.

## Дещо про Нероччо де Ланді
Походив з аристократичної родини Ланді дель Поджо. Народився в сієні у 1447 році в родині впливового державного діяча Бартоломео де Ланді. Рано виявив художні здібності. Батько не був проти художньої кар'єри сина, тим паче що церква непогано платила за вівтарні образа. Навчався в художній майстерні Лоренцо ді П'єтро іль Векк'єтта.  Навчання у Векк'єтта сприяло знайомству з високо обдарованим Франческо ді Джорджо ді Мартіні, що згодом стане відомим фортифікатором, інженером, дипломатом. Праця з Франческо ді Джорджо триватиме майже одинадцять років.
Нероччо де Ланді отримав непогану художню освіту. Тому став не тільки художником, а і мозаїстом та скульптором. В живопису виявив не стільки хист до інтелектуальних і напружених пошуків, скільки до створення привабливих і ліричних образів.

## Опис твору
Художника вважали знаним творцем мадонн. Хоча він працював не тільки як художник, а і як скульптор. В картині з Індіанаполісу він зупинився на варіанті з поясними фігурами. В центрі білява мадонна, що ніжно торкається тіла малого Хроста. Ліворуч розташований тривожний Іван Хреститель з сувоєм, популярний святий у Тоскані. Його вітали за пророцтво про пришестя Спасителя. Праворуч розташована Марія Магдалина. Італійки рідко мають біляве волосся, тому володарки такого волосся автоматично вважалися привабливими. Саме через це Нероччо де Ланді зробив білявкою і Марію Магдалину. Однак у неї доволі байдужий вираз обличчя у порівнянні з самою мадонною.
Існує й подібний варіант картини, де фігуру Марії Магдалини митець замінив на Катерину Александрійську. Але цей варіант, що належить музею Нортона Саймона, справляє враження більш архаїчного через золоте тло картини та викарбувані німби святих. В картині з Індіанаполіса золото замінене на реалістичне зображення неба.